# Анцелевский, Федя
Федя Анцелевский (Анзелевски или Анзелевский) (нем. Fedja Erik Allan Anzelewski, Fedja Anzelewski, Fedia Anzelewsky, 17 марта 1919, Нордхаузен — 18 мая 2010, Берлин) — немецкий искусствовед.
Анцелевский получил степень кандидата наук в 1954 году в Свободном университете Берлина за работу «Мотивы и образцы в ранних гравюрах на дереве Дюрера» (нем. Motiv und Exemplum im frühen Holzschnittwerk Dürers). С 1954 года Анцелевский работал в Государственных музеях в Берлин-Далеме, с 1957 года был ассистентом Гравюрного кабинета, с 1960 года — смотрителем там же. С 1977 по 1984 год — директор Гравюрного кабинета. Как нештатный профессор преподавал в Художественно-историческом институте Свободного университета Берлина.
С самого начала своей деятельности занимался исследованием творчества Альбрехта Дюрера. Автор многочисленных работ об Альбрехте Дюрере, получивших международное признание.

## Публикации
- Miniaturen aus der Toggenburg-Chronik aus dem Jahre 1411. Klein, Baden-Baden 1960.
- Miniaturen aus deutschen Handschriften. Klein, Baden-Baden 1961.
- (als Neubearbeiter der 7. Auflage) Friedrich Lippmann: Der Kupferstich. de Gruyter, Berlin(-West) 1963.
- Dürer und seine Zeit. Meisterzeichnungen aus dem Berliner Kupferstichkabinett. Ausstellungskatalog. Staatliche Museen Preußischer Kulturbesitz, Berlin(-West) 1967.
- Albrecht Dürer. Das malerische Werk. Deutscher Verlag für Kunstwissenschaft, Berlin(-West) 1971, ISBN 3-87157-040-0. Neuausgabe: Albrecht Dürer. Das malerische Werk. Band 1: Tafelband. Band 2: Textband. Deutscher Verlag für Kunstwissenschaft, Berlin 1991, ISBN 3-87157-137-7.
- Dürer. Werk und Wirkung. Electa-Klett-Cotta, Stuttgart 1980, ISBN 3-88448-007-3.
- Grünewald. Das Gesamtwerk. Ullstein, Frankfurt 1980, ISBN 3-548-36021-1 (= Reihe Die großen Meister der Malerei).
- Dürer-Studien. Untersuchungen zu den ikonographischen und geistesgeschichtlichen Grundlagen seiner Werke zwischen den beiden Italienreisen. Deutscher Verlag für Kunstwissenschaft, Berlin(-West) 1983, ISBN 3-87157-104-0.